# Impact Wrestling Rebellion
Rebellion is een professioneel worstel-pay-per-view (PPV) evenement dat georganiseerd wordt door de Amerikaanse worstelorganisatie Impact Wrestling. Het evenement werd voor het eerst gehouden in 2019 en werd herrezen voor een tweede editie in 2020, wat het een jaarlijks evenement maakt.

## Evenementen
| Evenement      | Datum                                                | Stad                     | Locatie           | Main Event |
| -------------- | ---------------------------------------------------- | ------------------------ | ----------------- | --- |
| Rebellion 2019 | 28 april 2019                                        | Toronto, Ontario, Canada | The Rebel Complex | The Lucha Brothers (Pentagón Jr. & Fénix) (c) vs. The Latin American Xchange (Santana & Ortiz) in een Full Metal Mayhem match voor het Impact World Tag Team Championship |
| Rebellion 2020 | 8 & 10 april 2020 Uitgezonden op: 21 & 28 april 2020 | Nashville, Tennessee     | Skyway Studios    | 21 april: Ken Shamrock vs. Sami Callihan in een unsanctioned match |
| Rebellion 2020 | 8 & 10 april 2020 Uitgezonden op: 21 & 28 april 2020 | Nashville, Tennessee     | Skyway Studios    | 28 april: Hernandez vs. Michael Elgin vs. Moose in een 3-way match |
| Rebellion 2021 | 25 april 2021                                        | Nashville, Tennessee     | Skyway Studios    | Rich Swann (Impact) vs. Kenny Omega (AEW) in een Title vs. Title match voor het Impact World Championship en het AEW World Championship                                   |